# Isle Cacique
Isle Cacique (aussi « Île à Cabrit », « Simple Plaisir Island », « Carenage Island ») est une île de la mer des Caraïbes, située au nord de la  ville haïtienne de Cabaret (section de Fonds-des-Blancs) dans le département de l'Ouest (arrondissement de Arcahaie).
Protégée par un récif corallien, elle est dotée de deux petites plages accessibles pour les bateaux à faible tirant d'eau. 